# سیارک ۶۸۸۳
سیارک ۶۸۸۳ (به انگلیسی: 6883 Hiuchigatake، نامگذاری:1996AF) شش هزار و هشتصد و هشتاد و سومین سیارک کشف شده‌است که در ۱۰ ژانویه ۱۹۹۶ کشف شد.